# ヴオクサ川

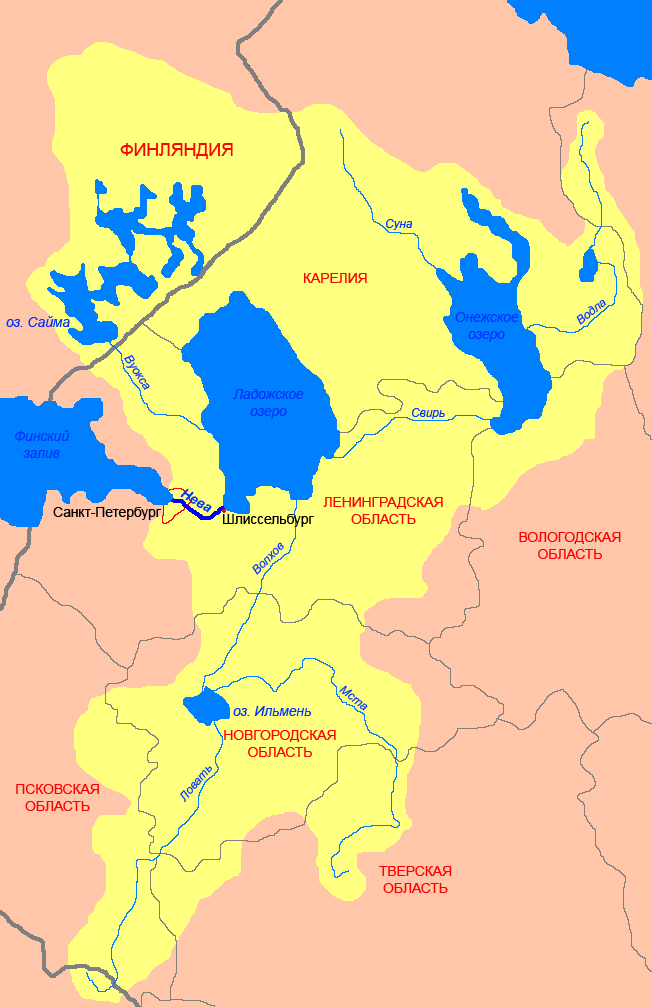
流路（「Вуокса」で示される）

ヴオクサ川 / ヴオクシ川（ヴオクサがわ/ヴオクシがわ、ロシア語: Вуокса / フィンランド語: Vuoksi。またカレリア語:Vuokša, Vöksa、スウェーデン語: Vuoksen）は、フィンランドとロシアを流れる河川である。
フィンランドのサイマー湖から流出し、ロシアのラドガ湖に流入する、カレリア地峡最大の河川である。全長は156kmで、そのうちロシア側の長さは143km。平均水量は684m³/秒。流域面積68501km²。
ノヴゴロドの年代記や人口調査書などの史料においては、新しい湖を意味するカレリア語のUuzijärviに由来する、ウゼルヴァ（Узерва）という名で言及されている。